# Jüdischer Friedhof (Faro)

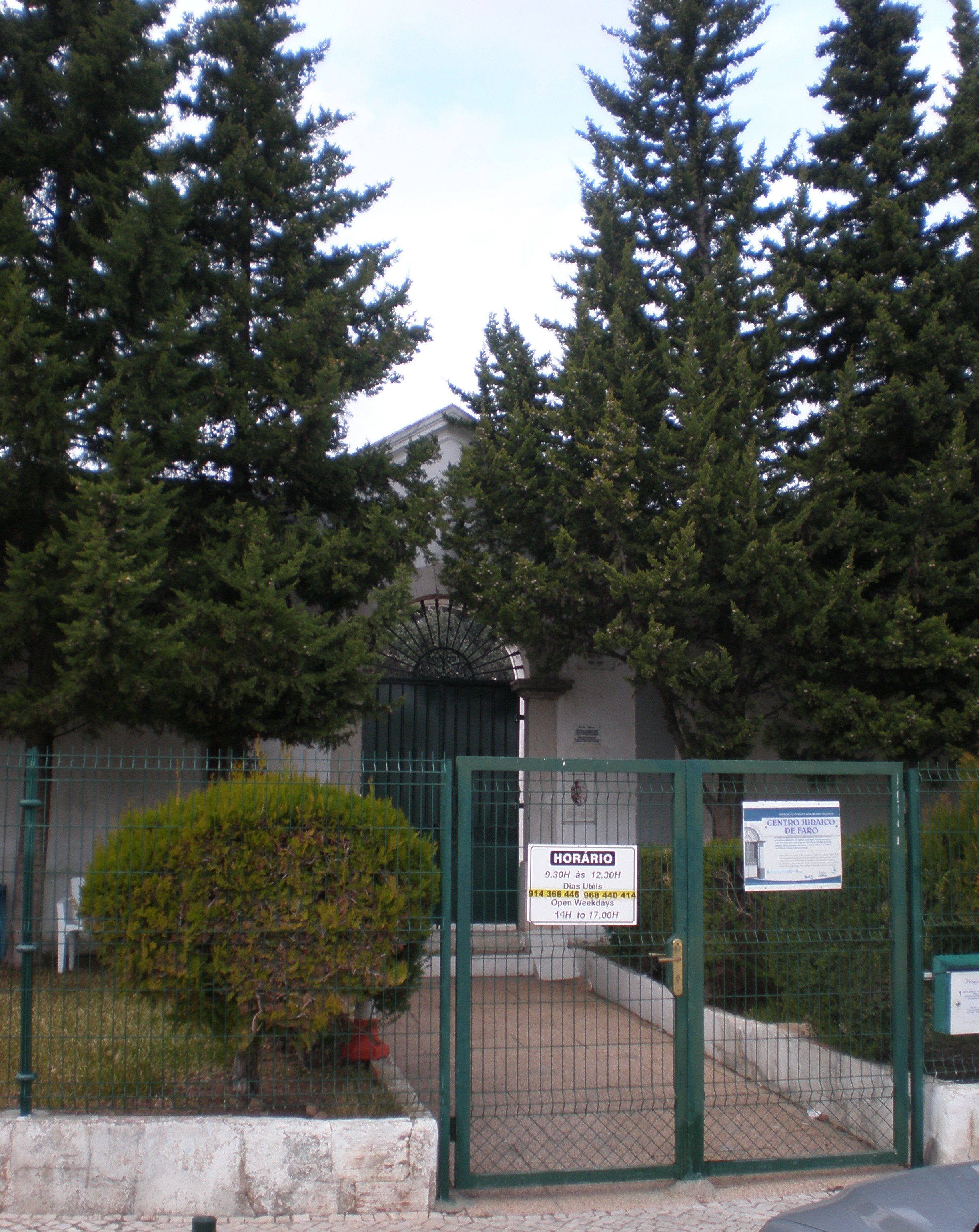
Jüdischer Friedhof in Faro (2008)

Der Jüdische Friedhof Faro wurde 1830 errichtet und ist einer der wenigen jüdischen Friedhöfe in Portugal. Von 1838 bis 1932 wurden 106 Beisetzungen vorgenommen. Der Friedhof im Zentrum von Faro steht seit 1978 unter Denkmalschutz und ist Teil des Isaac Bitton Museums.

## Lage
Der Friedhof befindet sich etwa anderthalb Kilometer nordöstlich der historischen Altstadt von Faro und liegt in der Innenstadtgemeinde Sé, die zur Freguesia União das Freguesias de Faro (Sé e São Pedro) gehört. Der Friedhof gerade außerhalb der historischen Stadtmauer befindet sich in direkter Nachbarschaft zum Estádio de São Luís und zum Krankenhaus von Faro. Der Zugang erfolgt über die Rua Leão Penedo.

## Geschichte
Mit Abschaffung der Inquisition im Jahr 1821 siedelten sich wieder die ersten Juden vor allem aus Gibraltar, Marokko und Spanien in Portugal an. Neben der Hauptstadt Lissabon gründeten sie aufgrund der Nähe zu ihren Herkunftsländern zunächst an der Algarve in Lagos und in Faro erste Gemeinden. In Faro baute die kleine Gemeinde mit 60 Familien eine Synagoge und sicherte sich 1830 ein Stück Land für einen Friedhof, das sich außerhalb der Stadtmauern befand. Der Kaufabschluss wurde erste 1851 vorgenommen.
Das erste Begräbnis ist für 1838 bezeugt, als dort Rabbi Toledano bestattet wurde. Im Jahr 1887 wurde der Friedhof mit einer Mauer umbaut – davon zeugt im Portalbogen die Jahreszahl 5638. Errichtet wurde ebenfalls eine Tahara auf dem Friedhof. 1899 wurde ein aufgefundener Grabstein eines 1315 verstorbenen Juden namens Joseph Dotomd auf den Friedhof verbracht, aber später in das Jüdische Museum in Tomar überführt. 1930 wurde die Friedhofsmauer auf vier Meter erhöht, zwei Jahre später fand 1932 die letzte Bestattung auf dem Friedhof statt.
Bis in die Mitte des 20. Jahrhunderts zogen viele Juden aus Faro weg und gingen vor allem nach Lissabon, so dass 1953 nur noch ein jüdischer Bewohner in der Stadt lebte. 1965 ging der Friedhof in den Besitz der Stadt Faro über und wurde 1978 als Imóvel de Interesse Municipal unter Denkmalschutz gestellt. 1980 erfolgte eine Bestandsaufnahme der Gräber, die inventarisiert und deren Inschriften übersetzt wurden. Zugleich drohte der Friedhof zu einer Müllkippe zu verkommen und wurde auf Initiative von einer von Privatleuten gegründeten Stiftung 1992/93 renoviert. Einhergehend damit wurde im früheren Taharahaus ein kleines Museum zur Synagoge und der Geschichte der Juden in Faro, das Isaac Bitton-Museum, eröffnet.

## Beschreibung
Der Friedhof weist einen rechteckigen Grundriss auf und hat eine geschätzte Grundfläche von etwa 1100 Quadratmetern. Das Gelände ist von einer vier Meter hohen und weiß getünchten Mauer umgeben. Den Eingang an der südöstlichen Seite markiert eine zweiflügelige Gittertür mit einem Rundbogen, zu der zwei Stufen hinauf führen. Die Mauer über der Tür schließt mit einem flachen Dreiecksgiebel. Dort ist die jüdische Jahreszahl 5638 angebracht, die auf das Jahr der Errichtung von 1887 hinweist.
Nach dem Abschluss der Renovierung wurden ab 1993 rechts und links vor dem Eingang 18 Zypressen zum Gedenken an Aristides de Sousa Mendes gepflanzt. Er hat im Zweiten Weltkrieg als Generalkonsul im besetzten Bordeaux tausenden Menschen verschiedener Nationalitäten, darunter sehr vielen Juden, das Leben gerettet.
Auf dem Gelände befindet sich das Taharahaus für die Leichenwaschung und für Gebete an der südwestlichen Seite. In dem Gebäude ist das Isaac Bitton Museum untergebracht. Zudem stehen im nördlichen Bereich eine Eiche und eine Robinie. Der Grabbereich ist nicht in Parzellen strukturiert, der Boden lediglich gestampft.
Auf dem Gelände befinden sich 106 Gräber, von denen 71 Grabinschriften aufweisen. Abweichende Gesamtzahlen in der Literatur ergeben sich aus dem 2013 vorgenommenen Begräbnis. Die Grabsteine auf dem Gelände sind nach sephardischer Tradition aus Marmor und liegen als Grabplatte direkt auf dem Grab. Die Gräber sind in verschiedene Richtungen angeordnet, hauptsächlich jedoch in Nord-Süd-Ausrichtung. Die ältesten Gräber befinden sich in der Mitte des Friedhofs. Das älteste Grab, das noch vor dem Kaufvertrag von 1851 errichtet wurde, ist als einziges von einer Mauer umgeben. Die Gräber der Frauen haben einen eigenen Bereich auf dem Friedhof.